# Tingena lassa
Tingena lassa är en fjärilsart som först beskrevs av Alfred Philpott 1930b.  Tingena lassa ingår i släktet Tingena och familjen praktmalar. Inga underarter finns listade i Catalogue of Life.